# Przemysław Mazur

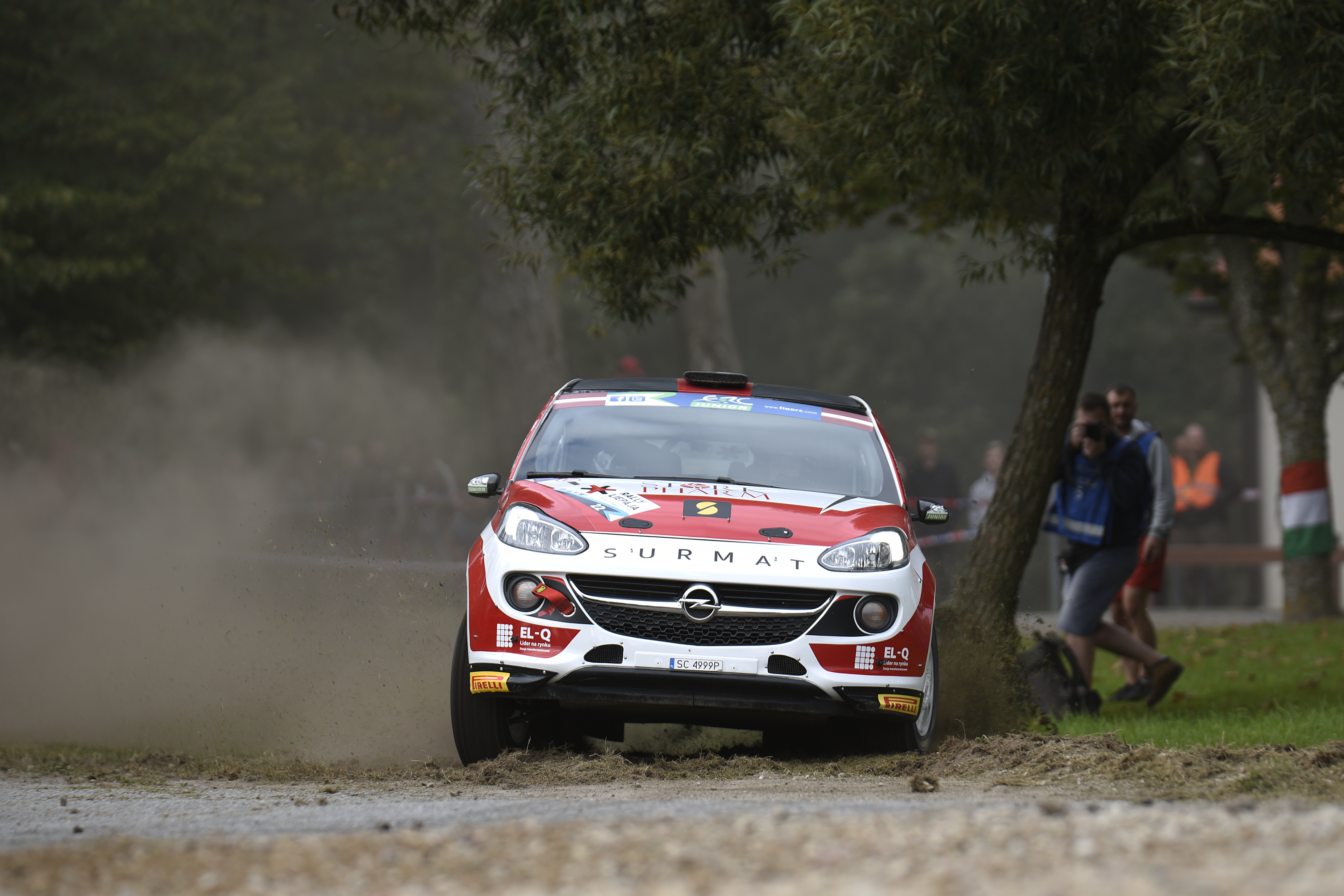
Łukasz Pieniążek / Przemysław Mazur

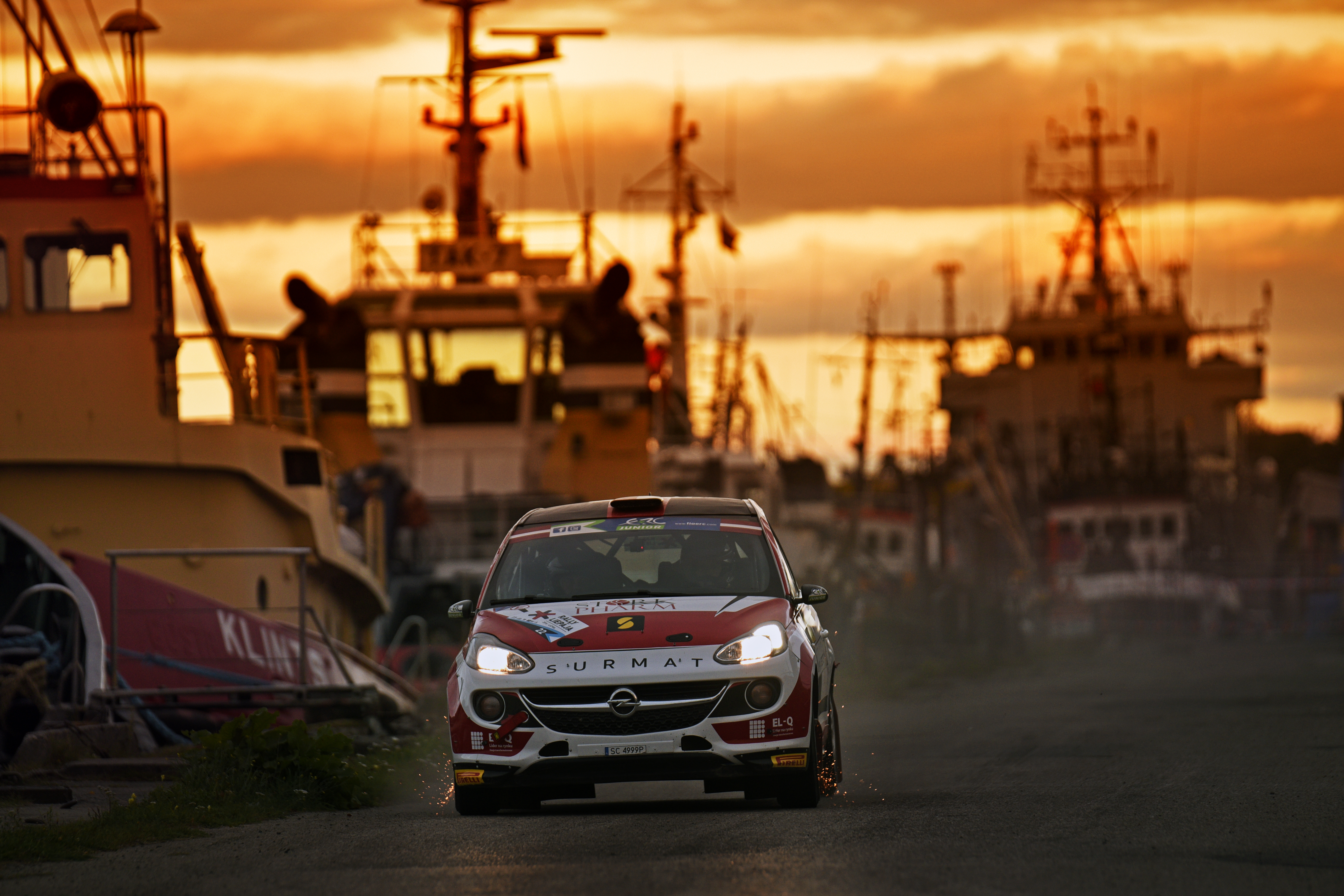
Łukasz Pieniążek / Przemysław Mazur

Przemysław Mazur (ur. 23 maja 1978 w Krakowie) – polski pilot rajdowy, absolwent studiów magisterskich Wyższej Szkoły Zarządzania – Polish Open University, uzyskał tytuł MBA w Oxford Brookes University.

## Życiorys
Jeden z najbardziej doświadczonych pilotów rajdowych w Polsce. Karierę pilota rajdowego rozpoczął w roku 1998 i od tego momentu do końca 2015 roku wystartował w ponad 170 rajdach samochodowych zaliczanych do Rajdowych Samochodowych Mistrzostw Polski, Rajdowych Mistrzostw Europy, a także Rajdowych Mistrzostw Świata. Na przestrzeni lat pilotował wielu utytułowanych kierowców rajdowych, a wśród nich: Grzegorz Grzyb, Maciej Lubiak, Leszek Kuzaj, Robert Kubica, Maciej Rzeźnik, Szymon Kornicki, Dominykas Butvilas a obecnie Łukasz Pieniążek.
W trakcie kariery rajdowej startował następującymi samochodami:
- Klasa WRC: Ford Fiesta RS WRC, Citroen Xsara WRC, Škoda Fabia WRC, Citroen C4 WRC
- Klasa R5: Skoda Fabia R5, Peugeot 208 T16, Ford Fiesta R5
- Klasa S2000: Fiat Grande Punto S2000, Skoda Fabia S2000, Peugeot 207 S2000
- Klasa N4/R4: Mitsubishi Lancer Evolution IX, Subaru Impreza WRX STi, Mitsubishi Lancer Evolution X R4
- Klasa S1600: Peugeot 206 S1600, Suzuki Ignis S1600
- Klasa R3: Citroen DS3 R3
- Klasa R2: Opel Adam R2, Ford Fiesta R2, Citroen C2 R2
- Klasy inne: Fiat Cinquecento Abarth, Peugeot 106 Rallye, Fiat Seicento Sporting, Fiat Cinquecento Sporting

Za zasługi dla rozwoju sportów motorowych, postanowieniem Zarząd Polskiego Związku Motorowego w roku 2004 został odznaczony Brązową Odznaką Polskiego Związku Motorowego.
Przemysław Mazur użyczył swojego głosu jako pilot rajdowy w grze komputerowej Rajd Polski – Rally Poland wydanej przez IQ Publishing.
Wraz z kierowcą Łukaszem Pieniążkiem występują jaki załoga startująca Citroen DS3 R3T Max w grze popularnej grze WRC 6.
Przemysław Mazur jest członkiem Polskiego Związku Motorowego. Od roku 2012 reprezentuje Automobilklub Polski.
Od 2015 roku Przemysław Mazur jest pilotem śmigłowcowym, prowadzi firmę POLCOPTER, świadcząca usługi transportu helikopterami. Posiada uprawnienia pilotażu śmigłowców Robinson R-44 oraz Robinson R-66.

## Rajdy samochodowe – najważniejsze osiągnięcia
- 2018

IV Miejsce w klasyfikacji Mistrzostw Świata WRC-2 (co-drivers)
- 2017

13. Miejsce w klasyfikacji Mistrzostw Świata WRC-2 (co-drivers)
- 2016

III Miejsce w klasyfikacji Mistrzostw Europy Juniorów
- 2013

Wicemistrz Polski w Klasyfikacji Generalnej Rajdowych Samochodowych Mistrzostw Polski
Wicemistrz Polski w klasie 2
- 2011

Wicemistrz Europy Strefy Centralnej w klasie S2000
- 2010

II Wicemistrz Słowacji w klasie S2000

6. miejsce w Klasyfikacji Generalnej Rajdowych Samochodowych Mistrzostw Polski

5. miejsce w klasie S2000 w Rajdowych Samochodowych Mistrzostwach Polski
- 2009

Wicemistrz Słowacji w Klasyfikacji Generalnej (Zespół Rufa Rally Team)
Wicemistrz Słowacji w klasie N4 (Zespół Rufa Rally Team)
- 2008

II Wicemistrz Europy Strefy Centralnej w klasie S2000
II Wicemistrz Słowacji w Klasyfikacji Generalnej (Zespół Fiat-Rufa Rally Team)
Wicemistrz Słowacji w klasie N4 (Zespół Fiat-Rufa Rally Team)
- 2005

Wicemistrz Słowacji w Klasyfikacji Generalnej
Wicemistrz Słowacji w klasyfikacji Super 1600
- 2004

Mistrz Polski w klasyfikacji Super 1600 (Zespół Suzuki-Shell Helix Rally Team)
- 2003

Mistrz Polski w klasyfikacji Super 1600 (Zespół Peugeot Sport Polska Rally Team)
- 2000

Wicemistrz Polski w Markowym Pucharze Peugeot 106 Rally
Talent Roku wśród Pilotów Rajdowych

## Góry – najważniejsze osiągnięcia
Drugą pasją, której Przemysław Mazur poświęca czas i przygotowania kondycyjne to wspinaczka wysokogórska. Na swoim koncie ma między innymi zdobycie szczytów zaliczanych do Korony Ziemi:
- Mont Blanc (4810 m n.p.m., Alpy),
- Elbrus (5642 m n.p.m., Kaukaz),
- Aconcagua (6962 m n.p.m., Andy),
- Kilimandżaro (5895 m n.p.m., Kilimandżaro).